# Kansas City Film Critics Circle Award/Bester Dokumentarfilm
Der Kansas City Film Critics Circle Award für den besten Dokumentarfilm ist ein jährlich verliehener Filmpreis des Kansas City Film Critics Circle. 1987 und 2005 wurde der Preis geteilt. Michael Moore ist mit vier Siegen meistausgezeichneter Regisseur.

## Preisträger

### 1970er
| Jahr | Sieger                                                         | Regisseur(e)                         |
| ---- | -------------------------------------------------------------- | ------------------------------------ |
| 1972 | Marjoe                                                         | Sarah Kernochan und Howard Smith     |
| 1973 | Das Haus nebenan – Chronik einer französischen Stadt im Kriege | Marcel Ophüls                        |
| 1974 | Das gibt’s nie wieder                                          | Jack Haley Jr.                       |
| 1975 | Hearts and Minds                                               | Peter Davis                          |
| 1976 | That’s Entertainment! Part 2                                   | Gene Kelly                           |
| 1977 | Pumping Iron                                                   | George Butler und Robert Fiore       |
| 1978 | The Last Waltz                                                 | Martin Scorsese und Robbie Robertson |
| 1979 | The Children of Theatre Street                                 | Robert Dornhelm und Earle Mack       |

### 1980er
| Jahr | Sieger                                      | Regisseur(e)                 |
| ---- | ------------------------------------------- | ---------------------------- |
| 1987 | Shermans Feldzug (Sherman's March) Shoah    | Ross McElwee Claude Lanzmann |
| 1988 | Der Fall Randall Adams (The Thin Blue Line) | Errol Morris                 |
| 1989 | Roger & Me                                  | Michael Moore                |

### 1990er
| Jahr | Sieger | Regisseur                        |
| ---- | --- | -------------------------------- |
| 1990 | Berkeley in the Sixties – Die Geburt der 68er Bewegung                                                              | Mark Kitchell                    |
| 1991 | Paris brennt (Paris Is Burning)                                                                                     | Jennie Livingston                |
| 1992 | Hearts of Darkness – Reise ins Herz der Finsternis (Hearts of Darkness: A Filmmaker's Apocalypse)                   | Fax Bahr und George Hickenlooper |
| 1993 | Brother’s Keeper | Joe Berlinger und Bruce Sinofsky |
| 1994 | Hoop Dreams | Steve James                      |
| 1995 | Crumb | Terry Zwigoff                    |
| 1996 | Das verlorene Paradies – Die Kindermorde in Robin Hood Hills (Paradise Lost: The Child Murders at Robin Hood Hills) | Joe Berlinger und Bruce Sinofsky |
| 1997 | Schnell, billig und außer Kontrolle (Fast, Cheap & Out of Control)                                                  | Errol Morris                     |
| 1998 | Der große Macher (The Big One)                                                                                      | Michael Moore                    |
| 1999 | nicht vergeben |                                  |

### 2000er
| Jahr | Sieger                                          | Regisseur(e)                                         |
| ---- | ----------------------------------------------- | ---------------------------------------------------- |
| 2000 | nicht vergeben                                  |                                                      |
| 2001 | Startup.com                                     | Jehane Noujaim und Chris Hegedus                     |
| 2002 | Bowling for Columbine                           | Michael Moore                                        |
| 2003 | Capturing the Friedmans                         | Andrew Jarecki                                       |
| 2004 | Fahrenheit 9/11                                 | Michael Moore                                        |
| 2005 | Grizzly Man Murderball                          | Werner Herzog Henry-Alex Rubin und Dana Adam Shapiro |
| 2006 | Eine unbequeme Wahrheit (An Inconvenient Truth) | Al Gore                                              |
| 2007 | In the Shadow of the Moon                       | David Sington und Christopher Riley                  |
| 2008 | Man on Wire – Der Drahtseilakt (Man on Wire)    | James Marsh                                          |
| 2009 | Every Little Step                               | James D. Stern und Adam Del Deo                      |

### 2010er
| Jahr | Sieger                                                      | Regisseur                       |
| ---- | ----------------------------------------------------------- | ------------------------------- |
| 2010 | Exit Through the Gift Shop                                  | Banksy                          |
| 2011 | Die Höhle der vergessenen Träume (Cave of Forgotten Dreams) | Werner Herzog                   |
| 2012 | Der Blender – The Imposter (The Imposter)                   | Bart Layton und Dimitri Doganis |
| 2013 | The Act of Killing                                          | Joshua Oppenheimer              |
| 2014 | Citizenfour                                                 | Laura Poitras                   |
| 2015 | Amy                                                         | Asif Kapadia                    |
| 2016 | O. J. Simpson: Made in America (O. J.: Made in America)     | Ezra Edelman                    |
| 2017 | Jane                                                        | Brett Morgen                    |

### Rekordhalter
| Regisseur                        | Siege |
| -------------------------------- | ----- |
| Michael Moore                    | 4     |
| Werner Herzog                    | 2     |
| Errol Morris                     | 2     |
| Joe Berlinger und Bruce Sinofsky | 2     |